# عزیزالله کردوانی
عزیزالله کردوانی (زاده ۵ اردیبهشت ۱۲۹۸) تهیه‌کننده سینما یهودی اهل ایران بود. وی بنیان‌گذار استودیو عصر طلایی در سال ۱۳۳۰ بوده‌است.

## تهیه‌کننده
- علی کنکوری (۱۳۵۲)
- استوار و پاسبان (۱۳۵۱)
- حسن دینامیت (۱۳۵۱)
- مردان خلیج (۱۳۵۱)
- جان‌سخت (۱۳۵۰)
- شراره (۱۳۵۰)
- ماجرای یک دزد (۱۳۵۰)
- نقره داغ (۱۳۵۰)
- نوبر اصفهان (۱۳۵۰)
- آژیر خطر (۱۳۴۹)
- آینه زمان (۱۳۴۹)
- جمعه شیرین (۱۳۴۹)
- جنجال عروسی (۱۳۴۹)
- خشم عقاب‌ها (۱۳۴۹)
- کوچه مردها (۱۳۴۹)
- مرید حق (۱۳۴۹)
- بازی خطرناک (۱۳۴۸)
- سرود زندگی (۱۳۴۸)
- سوگند سکوت (۱۳۴۸)
- عشق آفرین (۱۳۴۸)
- ازدواج ایرانی (۱۳۴۷)
- بهرام شیردل (۱۳۴۷)
- چهار درویش (۱۳۴۷)
- ریکاردو (۱۳۴۷)
- شاهراه زندگی (۱۳۴۷)
- هفت دختر برای هفت پسر (۱۳۴۷)
- پسران علاءالدین (۱۳۴۶)
- چهار خواهر (۱۳۴۶)
- عروس تهران (۱۳۴۶)
- علی بابا و چهل دزد (۱۳۴۶)
- گذشت بزرگ (۱۳۴۶)
- بیست سال انتظار (۱۳۴۵)
- دو انسان (۱۳۴۵)
- سه بمب آتشین (۱۳۴۵)
- سه قهرمان (۱۳۴۵)
- مأمور دو جانبه (۱۳۴۵)
- ببر کوهستان (۱۳۴۴)
- جلاد (۱۳۴۴)
- ده سایه خطرناک (۱۳۴۴)
- سه تا بزن‌بهادر (۱۳۴۴)
- مرد ده میلیون تومانی (۱۳۴۴)
- افسانه دهکده (۱۳۴۳)
- چهار تا شیطون (۱۳۴۳)
- دختر ولگرد (۱۳۴۳)
- دختران با معرفت (۱۳۴۳)
- آقای هفت رنگ (۱۳۴۲)
- فرشته‌ای در خانه من (۱۳۴۲)
- مادر فداکار (۱۳۴۲)
- پنجه (۱۳۴۱)
- خداداد (۱۳۴۱)
- گل گمشده (۱۳۴۱)
- صد کیلو داماد (۱۳۴۰)
- بچه ننه (۱۳۳۹)
- آقا جنی شده (۱۳۳۸)
- سایه (۱۳۳۸)
- آقای اسکناس (۱۳۳۷)
- بازگشت به زندگی (۱۳۳۶)
- مادموازل خاله (۱۳۳۶)
- بوسه مادر (۱۳۳۵)
- هفده روز به اعدام (۱۳۳۵)
- فرزند گمراه (۱۳۳۴)
- میلیونر (۱۳۳۳)
- دختر چوپان (۱۳۳۲)
- مشهدی عباد (۱۳۳۲)